# 6720 Gifu
A 6720 Gifu (ideiglenes jelöléssel 1990 VP2) a Naprendszer kisbolygóövében található aszteroida. Szeki Cutomu fedezte fel 1990. november 11-én.